# 건국기념일
건국기념일(建國記念日, National Foundation Day)은 나라를 세운 것을 기념하는 날이다. 건국기념일로 정해진 날이 반드시 국가수립일(또는 정부수립일)과 일치하지는 않으며, 공휴일로 지정하여 쉬기도 한다.

## 목록
| 나라                   | 기념일    | 기념일 이름                     | 비고                                                       |
| ---------------------- | --------- | ------------------------------- | ---------------------------------------------------------- |
| 대한민국               | 10월 3일  | 개천절                          | 한민족 최초의 나라인 고조선의 건국일. 국경일               |
| 대한민국               | 3월 1일   | 3·1절                           | 3·1운동의 독립선언을 기념하는 국경일                       |
| 대한민국               | 4월 11일  | 대한민국 임시정부 수립 기념일   | 대한민국 임시정부의 수립을 기념, 기념일                    |
| 대한민국               | 8월 15일  | 광복절                          | 한국의 해방과 대한민국 정부 수립을 기념하는 국경일         |
| 조선민주주의인민공화국 | 9월 9일   | 인민정권 창건일                 | 조선민주주의인민공화국 정부 수립일                         |
| 일본                   | 2월 11일  | 건국기념의 날                   | 1966년 관련 법 제정. 진무 천황의 즉위일이라 알려진 날      |
| 중화인민공화국         | 10월 1일  | 중화인민공화국 국경절           | 중국 공산당 정권 수립일                                    |
| 중화민국               | 1월 1일   | 개국기념일                      | 1912년 1월 1일 난징에서 중화민국 임시정부 수립             |
| 중화민국               | 10월 10일 | 중화민국 국경일                 | 신해혁명 발발일                                            |
| 헝가리                 | 8월 20일  | 건국기념일 (State Founding Day) | 이슈트반 1세 국왕의 성인 등극일                            |
| 스위스                 | 8월 1일   | 국경일 (National Day)           | 1291년 최초의 스위스 동맹 결성일                           |
| 오스트레일리아         | 1월 26일  | 오스트레일리아의 날             | 호주에 최초의 영국인이 상륙한 날                           |
| 뉴질랜드               | 2월 6일   | 와이탕이 데이(Waitangi Day)     | 마오리족 대표와 영국인 대표가 식민지 협정을 상호 체결한 날 |
| 슬로베니아             | 6월 25일  | 슬로베니아 건국기념일           | 슬로베니아의 주권 선포를 기념하는 국경일                   |

## 같이 보기
- 대한민국 건국절 논쟁